# NGC 341
NGC 341 (również PGC 3620) – galaktyka spiralna z poprzeczką (SBbc), znajdująca się w gwiazdozbiorze Wieloryba w odległości ok. 210 milionów lat świetlnych. Odkrył ją Édouard Jean-Marie Stephan 21 października 1881 roku. Galaktyka jest w trakcie zderzenia z sąsiednią, znacznie mniejszą PGC 3627 (nazywaną czasem NGC 341B). Obie zostały skatalogowane jako Arp 59 w Atlasie Osobliwych Galaktyk Haltona Arpa.